# Смирнов, Владимир Николаевич (актёр, 1942)
Влади́мир Никола́евич Смирно́в (22 июня 1942, Черногорск, Хакасия, СССР — 10 августа 2000, София, Болгария) — советский и болгарский актёр театра и кино, наиболее известный зрителю по роли Жюля Верна в советско-болгарском многосерийном телевизионном приключенческом фильме режиссёра Станислава Говорухина «В поисках капитана Гранта» (1985).
В 1965 году снялся в телеспектакле ЛенТВ "Понедельник начинается в субботу" в роли Привалова.

## Краткая биография
Родился 22 июня 1942 года в Черногорске, Хакасия, СССР. Мать — Мария Смирнова, исполнительница романсов. Отец — Николай Смирнов, военный лётчик — погиб под Сталинградом. Воспитывался бабушкой, учился в суворовском училище.
Окончил ЛГИТМиК в 1965 году (мастерская Бориса Зона). Был актёром Ленинградского театра Ленинского комсомола. В 1967 году женился на болгарской студентке Сильвии Спасовой и вместе с ней уехал в Болгарию. С 1969 года — актёр Национального Молодёжного театра в Софии. Снимался в кино. Пик популярности у болгарского кинозрителя — 1970—1980-е годы.
Сохранял гражданство СССР и России.
Ушёл из жизни 10 августа 2000 года в Софии, Болгария, после перенесённого тяжёлого инсульта на 59-м году жизни.